# Machineheart
machineheart ist eine US-amerikanische Indie-Pop-Band aus Los Angeles.

## Geschichte
Die Band wurde 2014 gegründet und besteht aus Gitarrist Carman Kubanda, Schlagzeuger Harrison Allen und Bassist Jake Randle, die aus Tacoma, Washington stammen, sowie der aus Los Angeles stammenden Sängerin Stevie Scott.
Im Oktober 2018 kündigte die Band ihr erstes Album, People Change, an, das am 8. Februar 2019 bei Nettwork Records erschien. Am 21. Februar 2019 startete machineheart eine Tour durch Nordamerika zusammen mit Dreamers und You Me at Six.

## Diskografie
Studioalben
- 2019: People Change

EPs
- 2015: In Your Dreams
- 2017: Cruel World